# Лучицкий, Кирилл Иванович
Кирилл Иванович Лучицкий (1815, Волынь — 1886, Стрельна) — богослов, писатель и историк, заслуженный ординарный профессор Санкт-Петербургской духовной академии (1870), действительный статский советник.

## Биография
Лучицкий родился на территории Волынской епархии в 1815 году. Прошёл обучение в Волынской духовной семинарии, после чего продолжил учёбу в 1835—1839 годах в Санкт-Петербургской духовной академии, которую окончил первым магистром XIII курса (то есть первым по успеваемости на своём курсе). Тема магистерской диссертации, заслужившей хороший отзыв, была следующая: «О древности мира или так ли мир древен, как он представляется в бытописании Моисея?». С 27 сентября 1839 года он уже был бакалавром словесности и латинского языка в академии (до 1869 года), с 27 сентября 1851 года — экстраординарным профессором и 19 декабря 1852 года — ординарным профессором. Став учителем иностранной литературы в академии (в начале 1850-х годов), Лучицкий первый построил преподавание своего предмета на соответствии университетским программам, чем достиг определённых успехов. Так, знакомство студентов с произведениями иностранных писателей базировалось на изучении не перевода, а оригинала, что призвано было повысить уровень изучения учениками иностранных языков, в том числе тех, которые не входили в число обязательных до устава 1869 года. Также Лучицкий первым ввёл преподавание истории русской литературы, которая до этого в программе обучения отсутствовала. Его лекции нравились студентам, ибо он «читал и разбирал примеры „остро и едко“».
12 марта 1859 года вышло определение Священного синода, согласно которому Лучицкий должен был приступить к переводу на русский язык «1-го послания апостола Павла к Тимофею». Также богослов участвовал в переводах «Бесед» Иоанна Златоуста.
С 28 октября 1846 года на Лучицкого были возложены обязанности эконома, связанные с хозяйственной частью академии. Их он исполнял вплоть до 9 марта 1848 года. В 1869 году был принят новый устав академии, согласно которому состоялись преобразования в ней. Эти преобразования коснулись и богослова: в январе того же года советом он был назначен на должность инспектора академии, будучи первым из светских, а не монашествующих инспекторов. На этой должности Лучицкий пробыл до 1874 года. 28 сентября 1869 года он был отправлен депутатом на 50-летний юбилей Киевской духовной академии. 24 августа 1870 года он стал заслуженным ординарным профессором академии. В 1879 году Лучицкому было присвоено звании почётного члена академии.
Деятельность в академии Лучицкий совмещал с преподаванием русской словесности в Смольном институте и Царскосельском училище девиц духовного звания. Несмотря на отставку 1874 года, он продолжил свою деятельность размещением обзоров произведений иностранной литературы в журнале «Христианское чтение». Большинство же богословских работ в том же журнале вышло без подписи его фамилии. С использованием литографии для студентов академии были напечатаны сборники его лекций: «Курс эстетики», «Теория словесности» и «История русской литературы». По случаю 25-летнего юбилея Царскосельского училища девиц духовного звания он написал гимн, который был благосклонно принят публикой и опубликован в «Нижегородских епархиальных ведомостях» в 1869 году. Ряд его статей были посвящены библейской истории.
Умер 28 июля (9 августа) 1886 года на своей даче в Стрельне. Похоронен был там же.
Один из учеников профессора, поэт протоиерей Ф. Павлович посвятил ему стихотворение, в котором были следующие строки:

Л—кий филолог,

Эстетик большой,

В речах был недолог,

Но с тёплой душой.

Был медлен в движеньях,

Но точен в словах;

При всех его чтеньях

Рос ум в головах.

Как складно и плавно

Он в классе читал!

И как всегда славно

Стихи скандовал!

Его переводы

Латинских стихов

Не вышли б из моды

До поздних веков!

## Награды
- орден Св. Анны 2-й степени[15]
- орден Св. Станислава 2-й степени[7]

## Работы
- Новый год // Христианское чтение (1838 г., І, стр. 115);
- В котором году родился Иисус Христос? // Христианское чтение (1838 г., ІV, стр. 312);
- О избежании случаев ко греху // Христианское чтение (1841 г., III, стр. 233);
- О пророчествах, относящихся к Аммонитам и Моавитам // Христианское чтение (1841 г., III, стр. 290);
- Об обязанностях юношей // Христианское чтение (1843 г., II, стр. 95);
- О семи Малоазийских церквах в их прежнем и нынешнем состоянии, изображённом в пророчествах св. апостола Иоанна Богослова // Христианское чтение (1843 г., III, стр. 428);
- Хронология книги Бытия от сотворения мира до Авраама // Христианское чтение (1844 г., III, стр. 348);
- Искушение и грехопадение Адама и Евы // Христианское чтение (1845 г., І, стр. 397);
- Адам, обличаемый во грехе своею совестию и гласом Божиим // Христианское чтение (1845 г., II, стр. 405);
- Суд Божий в Едеме // Христианское чтение (1845 г., III, стр. 208);
- Изгнание Адама и Евы из рая // Христианское чтение (1846 г., III, стр. 274).

## Комментарии
1. ↑  Языков Д. Д. приводит в качестве даты 1872 год. См.: Языков, Д. Д. Обзор жизни и трудов покойных русских писателей. — СПб., 1889. — Т. 6. — С. 84—85.
2. ↑  Языков Д. Д. и прочие приводят в качестве даты 1872 год. См.: Языков, Д. Д. Обзор жизни и трудов покойных русских писателей. — СПб., 1889. — Т. 6. — С. 84—85.; Кирилл Иванович Лучицкий // Волынские епархиальные ведомости. — Почаев, 1886. — № 24. — С. 777—778.